# Sons of Gwalia
Sons of Gwalia — провідна танталовидобувна компанія у світі. Щтаб-квартира розташована в місті Перт, Австралія.

## Характеристика
Володіє 75% розвіданих світових запасів танталових руд і забезпечує ~30% світової потреби в цьому металі. Станом на 2002 р. виробляє 725,7 т концентрату Ta[2]О[5] на рік, що містить 30-40% Ta[2]О[5]. Компанії належать 2 рудники — Greenbushes з запасами 44 тис. т Ta[2]О[5] і Wodgina з запасами 27,4 тис. т Ta[2]О[5]. Перший розробляють відкритим, другий підземним способом. На першому родовищі одержують первинний концентрат з вмістом Ta[2]О[5] 30%, на другому — 17%. На дозбагачувальній фабриці в Перті з первинних одержують вторинний концентрат з вмістом Ta[2]О[5] 40%. На руднику Greenbushes видобуток до 1130—1360 т/рік.